# يان غروث
يان غروث (بالنرويجية البوكمول: Jan Groth)‏ هو مغني نرويجي، ولد في 25 فبراير 1946 في Greåker ‏ في النرويج، وتوفي في 27 أغسطس 2014 في فريدريكستاد في النرويج بسبب سرطان.

## وصلات خارجية
- يان غروث على موقع ميوزك برينز (الإنجليزية)
- يان غروث على موقع ديسكوغز (الإنجليزية)